# 微腫頭龍屬
微腫頭龍屬又名小腫頭龍，是鳥臀目恐龍的一屬，是種二足草食性恐龍，生存於上白堊紀的中國山東省，約7060萬到6850萬年前目前只有發現一個不完整標本，發現於山東省萊陽市。牠的學名是所有恐龍中最長的，但諷刺的是牠的全長只有約1公尺，是最小的鳥臀目恐龍之一。
微腫頭龍的模式種是紅土崖微腫頭龍（M. hongtuyanensis），是由董枝明在1978年根據下頜及頭顱骨的碎片（編號IVPP V.5542）來描述及命名的，並歸類於厚頭龍下目。在2000年，保羅·塞里諾（Paul Sereno）因微腫頭龍只有碎片化石，而認為牠是疑名。但於2004年，Teresa Maryanska等人則認為微腫頭龍是一個有效的屬。
在2006年，羅伯特·蘇利文（Robert Sullivan）的厚頭龍科研究中，質疑微腫頭龍的歸類。在2008年，趙喜進與R.J. Butler對於微腫頭龍的最初標本的研究，發現牠們與厚頭龍類之間缺乏關聯。唯一相關的厚顱頂，在重新研究前遺失了。因此趙喜進與R.J. Butler將微腫頭龍歸類於角足亞目的未定屬。在2011年的一個親緣分支分類法研究，則提出微腫頭龍是角龍下目的原始物種。

## 外部連結
- 恐龍博物館──微腫頭龍
- DinoData （页面存档备份，存于）